# Neopachygaster caucasica
Neopachygaster caucasica är en tvåvingeart som beskrevs av Nina Krivosheina 2004. Neopachygaster caucasica ingår i släktet Neopachygaster och familjen vapenflugor.
Artens utbredningsområde är Azerbajdzjan. Inga underarter finns listade i Catalogue of Life.